# Liste du patrimoine immobilier classé de Lens
Cette page regroupe l'ensemble du patrimoine immobilier classé de la ville belge de Lens.
| Objet                                  | Année de construction / Architecte | Adresse              | Section communale   | Coordonnées                      | Numéro d’inventaire | Illustration              |
| -------------------------------------- | ---------------------------------- | -------------------- | ------------------- | -------------------------------- | ------------------- | ------------------------- |
| Orgues de l'église Saint-Martin à Lens |                                    | Lens                 | Lens                | 50° 33′ 26″ nord, 3° 54′ 08″ est | 53046-CLT-0001-01   | Image manquanteTéléverser |
| Ferme du Parc                          |                                    | Rue de la Roche n°13 | Montignies-lez-Lens | 50° 34′ 06″ nord, 3° 55′ 37″ est | 53046-CLT-0002-01   | Ferme du Parc             |